# Wilder Mann (Dresde)
Wilder Mann est un quartier au nord-ouest de Dresde. Il se situe directement sur le versant du bassin de Dresde, dans l'arrondissement de Pieschen.

## Géographie
Le quartier de Wilder Mann ne peut pas être délimité géographiquement avec précision. Il s'étend à l'ouest de Trachenberge et au nord-est de Trachau (la frontière entre les deux parties de la ville longe la Grossenhainer et la Döbelner Strasse). Par conséquent, contrairement au quartier de Weißer Hirsch, qui s'est développé de manière similaire, Wilder Mann n'a aucune information officielle sur le nombre d'habitants et aucune zone clairement définie. Cependant, ses frontières approximatives sont à l'est le long de Bolivarstraße, au sud autour de Platanenstraße, à l'ouest à Stephanstraße et au nord à Kalkreuther Straße. Directement au nord se trouvent la lande de Dresde et le Heidefriedhof.

## Histoire
Selon une légende diffusée pour la première fois en 1895 dans le Dresdner Anzeiger, une petite zone de l'actuelle Döbelner Straße est donnée à un ermite par l'électeur Jean-Georges après la fin de la guerre de Trente Ans, après avoir sauvé la vie du souverain lors d'un braquage. La légende serait la tactique commerciale du propriétaire de l'ancienne auberge Wilder Mann, Gustav Emil Weber (1852-1932).
Le premier propriétaire avéré est le futur bourgmestre de Dresde, Philipp Strobel (1643-1702). En 1680, il fonde une cave à l'est de la pente raide de l'actuelle Grossenhainer Strasse, où les cultures et le bétail sont également cultivés. C'est au milieu du vignoble allongé alors nouvellement planté connu sous le nom de "Trachenberge" entre Geblerstrasse et Radeburger Strasse. Strobel a le permis d'alcool et sert du vin, du cidre et, à partir de 1690, également de la bière. Le gendre de Strobel, Lüder Hildebrand, adjudant général d'Auguste le Fort, agrandit considérablement la propriété en ajoutant quelques annexes et couloirs, de sorte que le domaine s'étend jusqu'à l'actuelle Döbelner Straße 108 à 116. En plus de servir, il reçoit des licences pour la cuisson, l'abattage et la distillation d'eau-de-vie et choisit la figure de l'homme sauvage comme aubergiste, qui est mentionnée dans un document délivré le 7 mai 1710. Comme Hildebrand vient de Basse-Saxe, il est fort possible que la figure héraldique du Wildemannstaler lui ait servi de modèle.
Après la mort d'Hildebrand en 1732, les propriétaires de la cave, mentionné un an plus tard sous le nom de Vorwerk Wildermann, changent dans une succession rapide. Parmi eux se trouvent un nombre remarquable de femmes, par exemple Henriette von Benckendorff et Mme le lieutenant-colonel von Leipziger. Johanna Rosine Starcke, qui épousa von Zittwitz en 1764, acquiert le domaine et le permis d'alcool en 1762. Elle fait pression pour le déménagement du bar dans une petite maison de vigne en bois plus à l'ouest (aujourd'hui Döbelner Straße 130), qui est finalement achevée le 19 juillet 1773, approuvée par l'électeur saxon Frédéric-Auguste III. Elle  argumenta une augmentation probable des revenus locatifs si le bar déménage du domaine quelque peu éloigné vers la rue animée de Dresde à Grossenhain. Dans les années qui suivent, elle fait construire une auberge en pierre à la place du bâtiment en bois. La figure de l'homme sauvage avec une barbe pleine, un tablier feuillu et une massue, brûlée pendant la guerre de Sept Ans, est restaurée en grès en 1775. Elle revend la cave un an plus tard, après quoi il y a plusieurs changements de propriétaire. En 1791, le domaine est mentionné comme Wildemann.
À partir d'août 1835, le domaine viticole et l'auberge ont des propriétaires distincts. En 1883, le phylloxéra force l'abandon de la culture de la vigne et, comme dans de nombreuses autres parties de la vallée de l'Elbe à Dresde, la fin de la viticulture. L'agriculture se poursuit sur le domaine jusqu'en 1898. En raison de sa vétusté, le bâtiment de la cave, qui sert de bâtiment résidentiel jusqu'à la fin, est démoli en 1934. Sur la façade du bâtiment successeur à Döbelner Straße 110, une plaque commémore le domaine.
L'auberge continue d'exister même après la fermeture de la ferme. À partir de 1893, l'aubergiste Gustav Weber fait remodeler le bâtiment pour 97 000 marks et un hall avec une terrasse de jardin est ajouté. L'inauguration a lieu le 25 décembre 1894. Des groupes de musique de la garnison de Dresde jouent régulièrement dans le jardin. Gustav Weber fait installer dans la chambre d'amis une peinture à l'huile de l'artiste Schmiegelow avec une scène de bataille dans la forêt près de Trachenberge. Les propriétaires font du Wilden Mann une destination populaire à la périphérie nord-ouest de la ville. Il est facilement accessible pour les habitants de Dresde grâce au tramway qui circule jusqu'au bâtiment en 1881 (il y a une liaison par bus hippomobile en 1858). L'activité de restauration n'est interrompue que pendant la Première Guerre mondiale, lorsque les chambres deviennent des logements de réserve pour l'armée saxonne. Après avoir été utilisé comme hôpital de réserve de la Wehrmacht vers la fin de la Seconde Guerre mondiale, le bâtiment de l'auberge qui est conservé à ce jour est jusqu'au déménagement à Maternistraße 17 l'école locale du SED et de 1969 abrite le studio de Dresde de la Deutscher Fernsehfunk puis, après la fin de la RDA, de la Mitteldeutscher Rundfunk. En 2000, il est vacant. De 2007 à début 2008, le bâtiment est transformé en immeuble résidentiel et commercial. Un magasin discount ouvre en novembre 2007 sur le site des cinq studios d'enregistrement de télévision précédemment démolis.
Vers la fin du XIXe siècle, le nom de l'auberge se transmet aux environs. L'activité de peuplement dans le Trachenberge voisin, qui avait augmenté depuis environ 1800, ne s'était pas arrêtée au Wilden Mann. Dans le lieu connu comme station balnéaire, principalement des villas sont construites, dont beaucoup sont conservées à ce jour. La partie la plus plate du quartier appartenant à Trachau est maintenant assez densément bâtie, la pente appartenant à Trachenberge est plutôt déserte. Sur la colline de l'Elbhang, il y a une petite zone de Plattenbau.
La zone immédiatement à l'ouest de la Grossenhainer Straße, qui fait également partie du Wilder Mann, est également chargée d'histoire. Ici se trouvait la cave des moines augustins d'Altendresden, mentionnée pour la première fois en 1446 comme vignoble sur l'ancienne Trachenberge. À l'extrémité supérieure de la montée abrupte de la Grossenhainer Straße, la soi-disant Wilder-Mann-Berg, se trouve un restaurant depuis 1880. C'était un restaurant d'excursion populairement connu sous le nom de Bergziege, dont la terrasse, le soi-disant balcon de la nouvelle ville, offrait une large vue sur Dresde. Ce restaurant fonctionne jusqu'en 1991, après quoi il tombe en ruine et est démoli en 2005. Le nouvel hôtel Bergwirtschaft Wilder Mann se situe ici depuis 2007. Juste à côté se trouve la Villa Trinkl.